# Vélo à assistance électrique
Pour les articles homonymes, voir VAE.

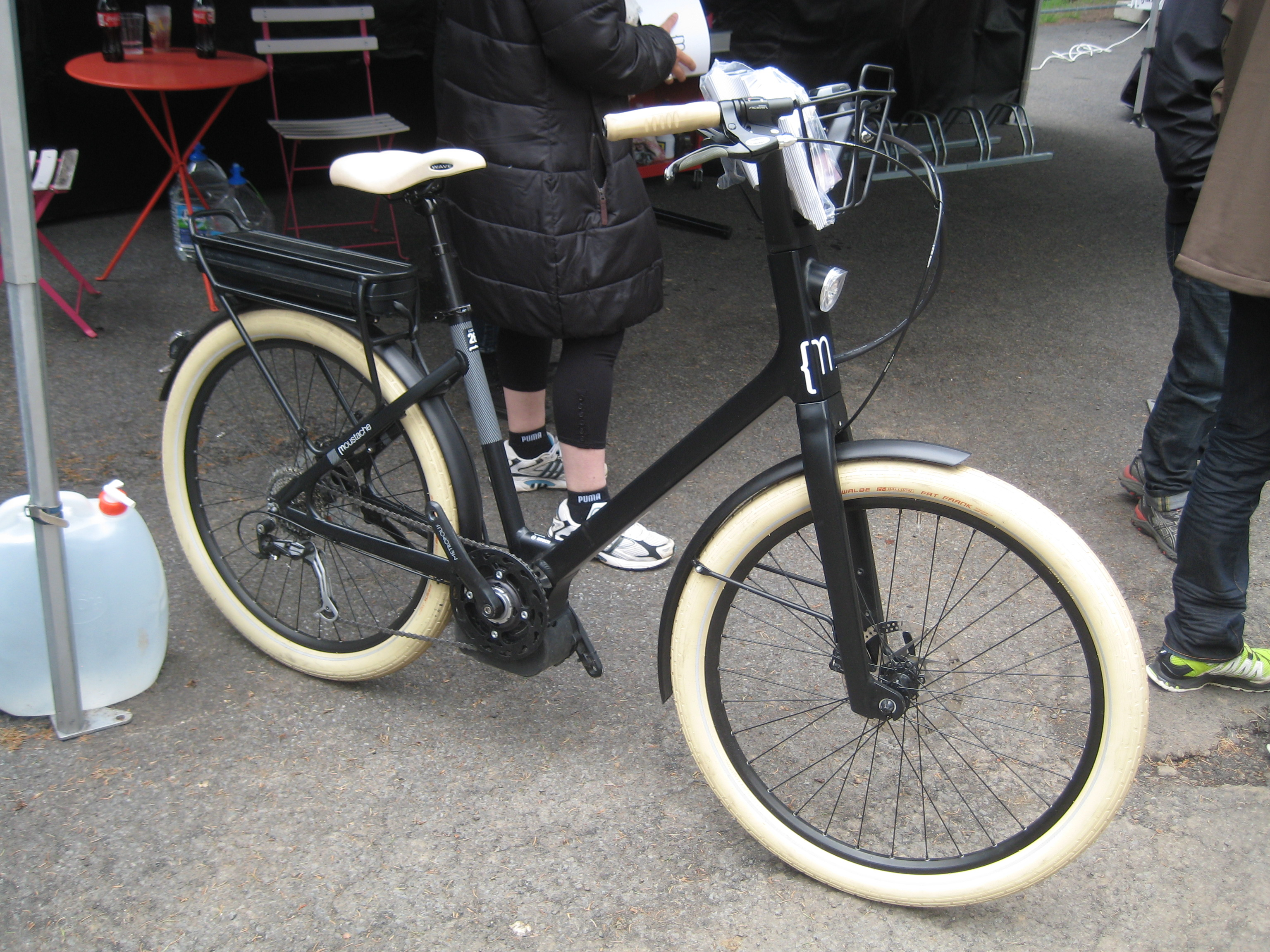
Vélo urbain à assistance électrique.

Un vélo à assistance électrique (VAE) est une catégotrie de vélo électrique dont le moteur joue seulement un rôle d'assistance au pédalage : l'utilisateur doit pédaler pour que le moteur entre en fonction.
La définition du vélo à assistance électrique diffère selon les pays.
L'Union européenne le désigne par l'appellation cycle à pédalage assisté et le définit comme un deux-roues équipé d'un moteur auxiliaire électrique d'une puissance nominale continue inférieure ou égale à 250 watts, dont l’alimentation s'interrompt si le cycliste cesse de pédaler, et se réduit puis s'interrompt lorsque la vitesse du véhicule atteint 25 km/h. En France et dans plusieurs pays européens, les règles pour conduire un cycle à pédalage assisté sont les mêmes que pour un vélo ordinaire, tandis que les vélos électriques ne répondant pas à cette norme (speed bikes) sont considérés comme des cyclomoteurs. L'appellation « vélo à assistance électrique » y est réservée aux cycles à pédalage assisté. Les vélos électriques dont le moteur constitue l'unique mode de propulsion ne sont pas non plus des vélos à assistance électrique.
Par rapport à l'automobile, le vélo à assistance électrique permet de réduire les émissions de gaz à effet de serre et de réaliser un effort physique plus important. Par rapport à un vélo classique, le VAE réduit l'effort physique et permet à certaines personnes de pratiquer le vélo, ou de continuer à le pratiquer. De ce fait, le VAE est considéré comme un véhicule intermédiaire.

## Histoire

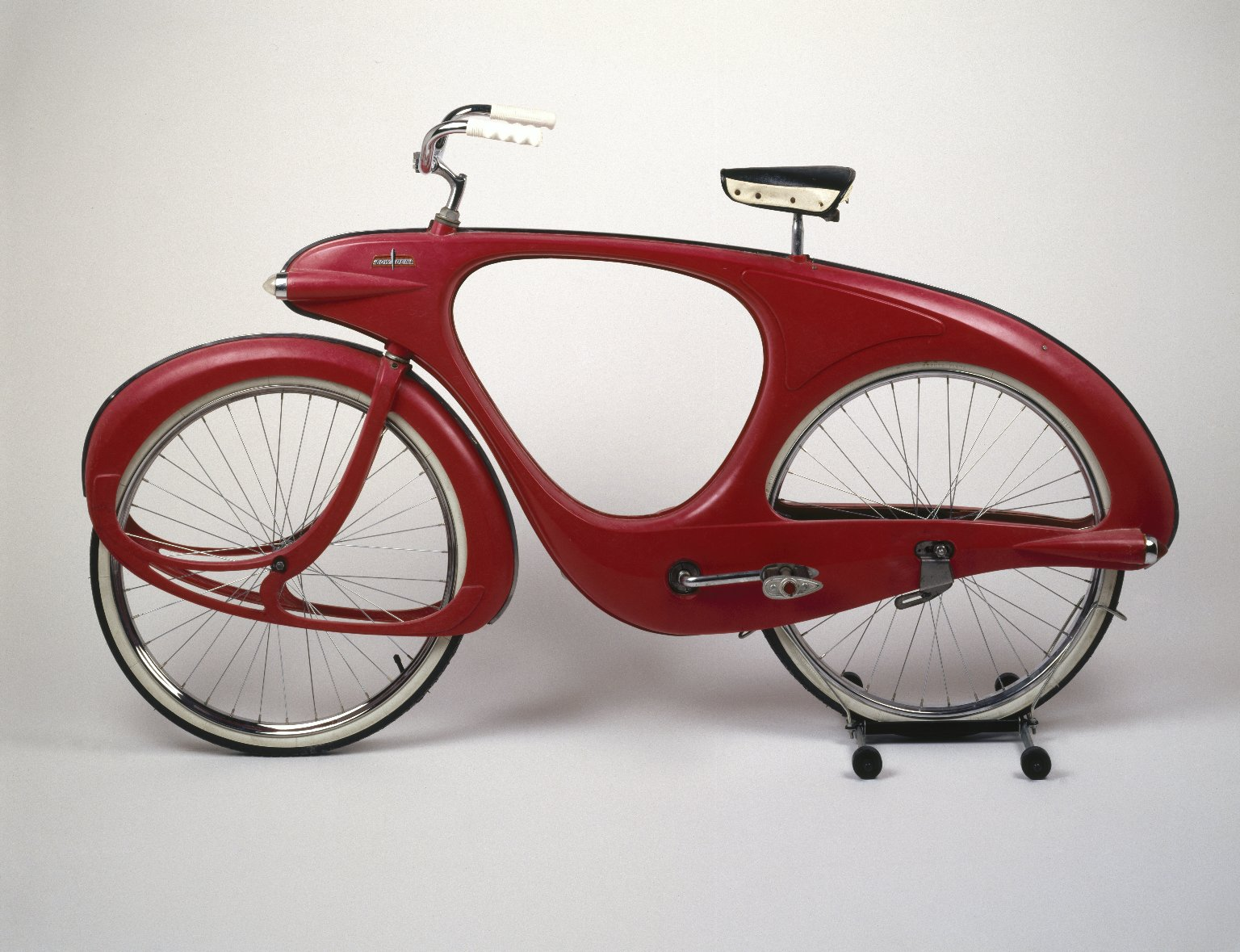
Le Spacelander, de Benjamin Bowden (1946).
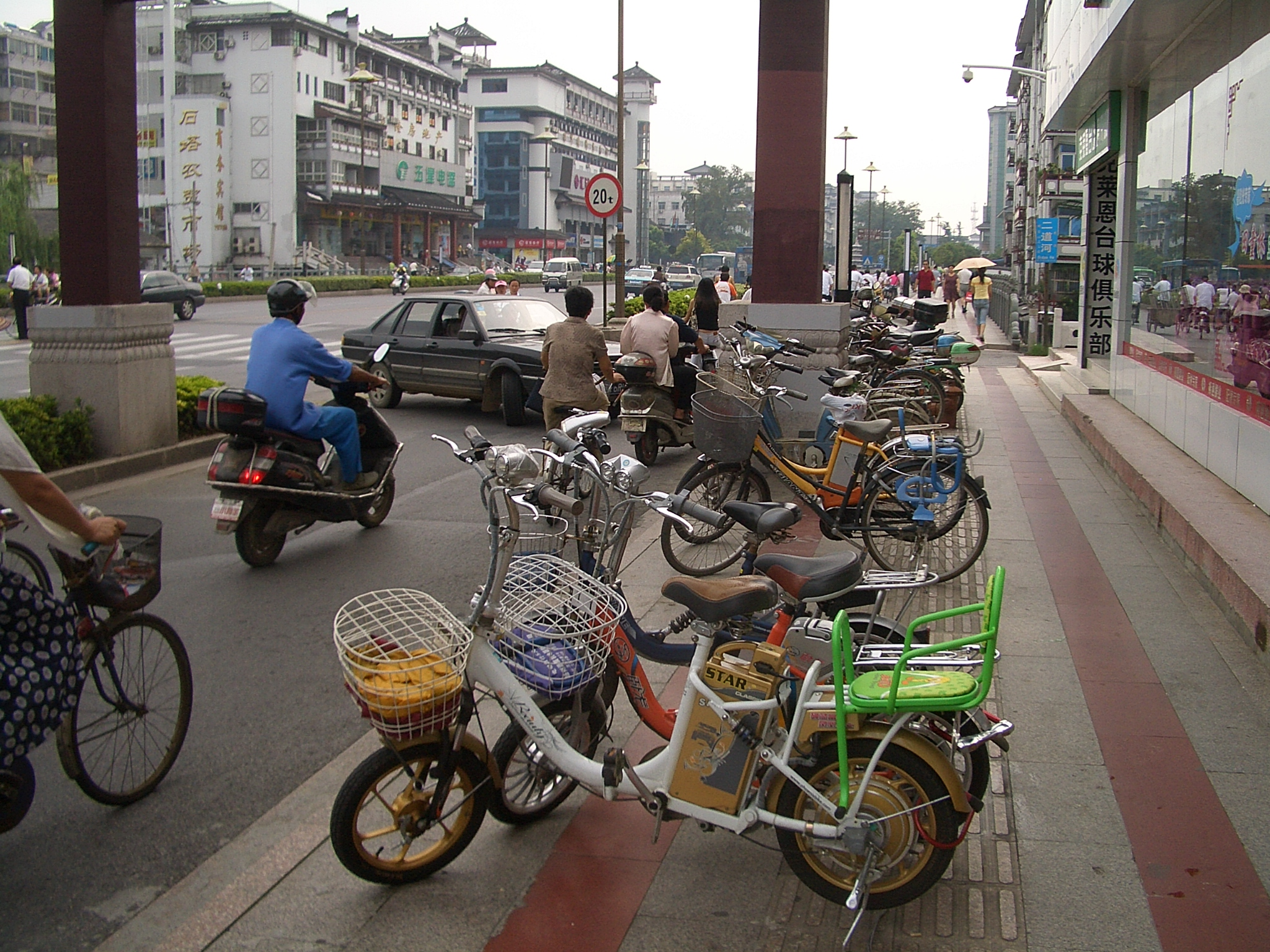
Vélos électriques en Chine (2008).

## Définition et fonctionnement
La définition du vélo à assistance électrique dépend des pays.

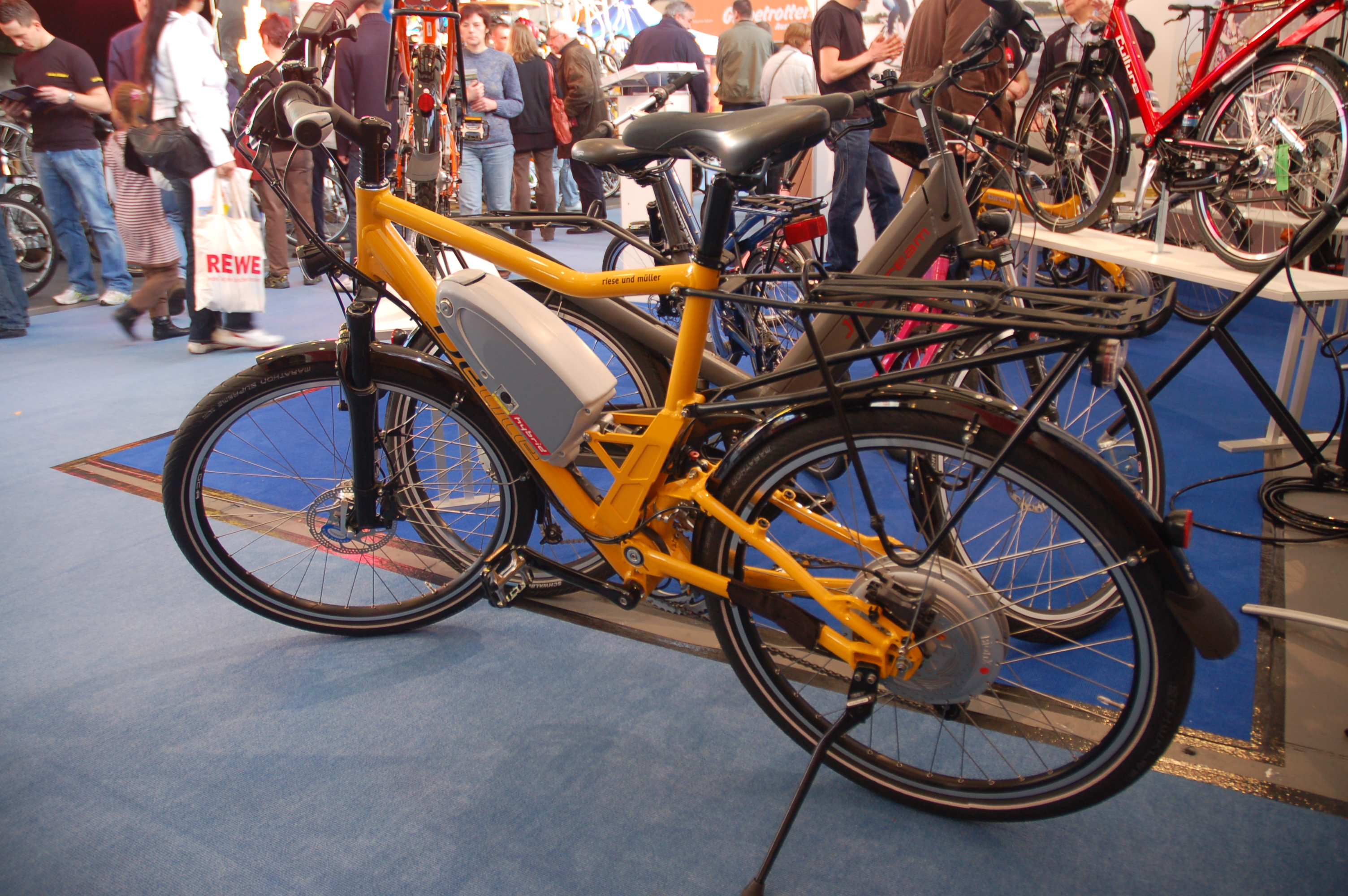
Modèle en vente à Berlin (2009).

Le VAE est un vélo qui comporte une assistance électrique. Cette assistance a pour objectif de fournir un complément au pédalage. Elle est constituée d'un moteur, d'une batterie et d'un contrôleur.
Un contrôleur intègre les paramètres qui qualifient le comportement du vélo en fonction du profil utilisateur choisi par le constructeur. Il régule la consommation de courant et pilote le moteur dans ses différentes phases de fonctionnement : démarrage, régime continu, accélération, etc. à partir des informations transmises par les capteurs.
L'utilisateur dispose, suivant les modèles, de la possibilité de couper ou de doser le niveau d'assistance en roulant, par l'intermédiaire d'un sélecteur ou d'un « accélérateur ».
Le moteur est généralement localisé dans le pédalier, mais il peut aussi se situer dans le moyeu de la roue avant ou arrière, notamment sur les modèles d'entrée et de milieu de gamme.
Suivant les pays, la définition du vélo à assistance électrique est précisée.
La plupart des vélos à assistance électrique sont équipés de batteries au lithium, mais il existe également des vélos équipés de supercondensateurs qui permettent de récupérer l'énergie au freinage, dans les descentes et sur terrain plat, pour fournir une assistance dans les montées, les accélérations et au démarrage. La capacité des supercondensateurs étant sensiblement inférieure à celle d'une batterie, ce type de vélo est avant tout destiné à des parcours en ville alternant descentes et montées,.

## Utilisation
Le vélo à assistance électrique peut entraîner un transfert modal important et participe significativement à la baisse de l'utilisation de l'automobile,.
L'utilisation du vélo à assistance électrique est associée à une réduction de l'énergie et des émissions. Par rapport à l'automobile, le VAE émet  moins de gaz à effet de serre, et présente donc un haut potentiel pour réduire ces émissions responsables du changement climatique. Une estimation met en avant la une baisse de 225 kilogrammes de CO2 par personne utilisant un VAE pour ses déplacements à la place d'une voiture.
Du fait de la nécessité de pédaler, l'activité physique liée à l'utilisation d'un vélo à assistance électrique est « d'une intensité modérée à vigoureuse ». Si, par rapport à un vélo classique, le VAE peut amener à une légère réduction de l'intensité physique par effet de substitution, cette intensité physique reste sensiblement plus élevée que lors de la conduite d'une voiture,. De ce fait, l'utilisation d'un vélo à assistance électrique est une opportunité d'améliorer sa santé et sa mobilité de manière écologique par rapport aux voitures.

## Législation

### Union européenne
La directive de l'Union européenne 2002/24/CE du 18 mars 2002 et le règlement UE 168/2013 du 15 janvier 2013 définissent le « cycle à pédalage assisté » comme un véhicule qui répond aux conditions suivantes :
- assistance active uniquement lors du pédalage ;
- l'assistance se coupe au-dessus de 25 km/h ;
- moteur électrique d'une puissance inférieure ou égale à 250 W (puissance nominale continue).

Ce type de véhicule fait l'objet d'une norme européenne, la norme EN 15194 (EPAC – Electrically Power Assisted Cycles). La version 2017 de cette norme fait l'objet d'une décision d'exécution en mars 2019. En France, la norme est reprise par l'Association française de normalisation et porte le nom NF EN 15194.
Le règlement UE 168/2013 distingue par ailleurs deux catégories de « deux-roues motorisés légers » (à l'exclusion des cycles à pédalage assisté) : les « vélos à moteurs » (catégorie L1e-A) et les « cyclomoteurs à deux roues » (catégorie L1e-B),. La définition des vélos à moteurs est moins contraignante que celles des cycles à pédalage assisté de la directive de 2002 : la puissance doit être inférieure ou égale à 1 000 watts, et le « but premier » (mais non exclusif) du moteur doit être l'assistance au pédalage :
- le but premier du moteur est l'assistance au pédalage ;
- l'assistance se coupe au-dessus de 25 km/h ;
- moteur d'une puissance inférieure ou égale à 1 000 W (puissance nominale continue).

Un véhicule à trois ou quatre roues (par exemple un triporteur ou un vélo-taxi) qui vérifie les conditions ci-dessus est « considéré comme techniquement équivalent à un véhicule L1e-A à deux roues ».
Les véhicules de la catégorie L1e-B (« cyclomoteurs à deux roues ») sont limités à 4 kW et 45 km/h.
Les pays européens reprennent ces définitions en adoptant parfois des appellations un peu différentes.
La nomenclature commerciale de l'Union européenne définit une ligne tarifaire spécifique pour les cycles à pédalage assisté, la ligne 8711 60 10, au sein de la sous-position 8711.60 des motocycles à moteur électrique, créée lors de la révision 2017 du système harmonisé.

#### Allemagne
L'Allemagne fait la distinction entre le « Pedelec », qui correspond au cycle à pédalage assisté défini par la directive 2002/24/CE de l'Union européenne (vitesse limitée à 25 km/h et puissance à 250 W), et l'« e-Bike », qui peut atteindre 45 km/h. Les règles pour conduire un Pedelec sont les mêmes que pour conduire un vélo. Un permis est en revanche nécessaire pour les e-Bikes.

#### Belgique
La loi belge distingue :
- Le « vélo électrique » (≤ 250 W et ≤ 25 km/h, assistance au pédalage seulement) : ce type de vélo ne nécessite pas de certificat de conformité. Il correspond au « cycle à pédalage assisté » tel que défini par l'Union européenne[11].
- Le « vélo motorisé » (≤ 1 000 W et ≤ 25 km/h), réservé aux utilisateurs de plus de 16 ans, peut être équipé d'un moteur capable de fonctionner de manière autonome sans devoir pédaler — dans ce cas l'assurance est obligatoire — et nécessite un certificat de conformité. Il correspond au « vélo à moteur » tel que défini par l'Union européenne[15].
- Le « speed pedelec » (≤ 4 000 W et ≤ 45 km/h) est considéré comme un cyclomoteur. Réservé aux plus de 16 ans, ce type de véhicule nécessite un permis de conduire, le port d'un casque pour vélo spécifique ou pour cyclomoteur, un certificat de conformité et une plaque d'immatriculation[21].

#### France
La France utilise la même définition du « cycle à pédalage assisté » que l'Union européenne (article R311-1 du code de la route, paragraphe 6.11) :
- assistance uniquement au pédalage ;
- l'assistance se coupe au-dessus de 25 km/h ;
- moteur électrique d'une puissance inférieure ou égale à 250 W (puissance nominale continue).

Comme en Allemagne, les règles pour conduire un cycle à pédalage assisté sur la voie publique en France sont les mêmes que pour conduire une bicyclette : il n'est pas obligatoire d'être titulaire d'un permis ou d'une assurance, le port du casque n'est plus obligatoire à partir de 12 ans, et l'utilisation des aménagements cyclables est autorisée.
L'électrification d'un vélo traditionnel et sa circulation sur la voie publique sont autorisées en France à condition que le kit installé respecte la législation. Au contraire, le débridage, qui consiste à modifier un vélo à assistance électrique, notamment pour le faire rouler sans avoir besoin de pédaler ou pour rouler plus vite, est interdit, sous peine de faire perdre au vélo son homologation et de s'exposer à divers risques : amende, immobilisation, perte du bénéfice de l'assurance en cas d'accident, etc.
Le ministère de la Transition écologique et solidaire définit le VAE comme un cycle à pédalage assisté, à l'exclusion des véhicules plus puissants. C'est également la définition retenue par la direction générale de la concurrence, de la consommation et de la répression des fraudes, l'Association pour l'avenir du véhicule électro-mobile (AVEM), l'AVERE (association professionnelle pour le développement des véhicules électriques) et l'association Prévention routière.
Une autre catégorie appelée speed bike, speed pedelec, ou encore S-pedelec concerne des vélos électriques plus rapides, pouvant assister le pédalage jusqu'à 45 km/h. Ces véhicules sont considérés comme des cyclomoteurs ordinaires par l'Union européenne et par le code de la route français, avec les contraintes correspondantes :
- Ils ne peuvent être utilisés qu'à partir de 14 ans.
- Le permis AM est requis pour les personnes nées à partir du 1er janvier 1988.
- Le port d'un casque homologué est obligatoire.
- Le vélo doit être muni des équipements obligatoires pour les cyclomoteurs : indicateur de vitesse, feux stop, totaliseur kilométrique, rétroviseur, etc.
- L'immatriculation et l'assurance sont obligatoires.
- L'utilisation des aménagements cyclables est interdite, sauf indication contraire (des dérogations peuvent être accordées par l'autorité investie du pouvoir de police[29]).

### Royaume-Uni
Le Royaume-Uni, indépendant de l'Union européenne depuis 2020, a établi la réglementation relative au vélo électrique quand il était encore membre de l'UE. Les cycles à pédalage assisté (Electrically Assisted Pedal Cycles) y sont donc définis de la même façon. Comme dans l'UE, la législation relative aux cycles à pédalage assisté est la même que pour les vélos ordinaires.

## Marché européen du vélo à assistance électrique
Le graphique qui aurait dû être présenté ici ne peut pas être affiché car il utilise l'ancienne extension Graph, désactivée pour des questions de sécurité. Des indications pour créer un nouveau graphique avec la nouvelle extension Chart sont disponibles ici.

Source : El País, Confederación de la Industria Europea de la Bicicleta (CONEBI).
En 2013, 1,2 million de vélos électriques sont vendus en Europe (contre 200 000 en 2007), dont 410 000 en Allemagne et 56 000 en France (+17 %).
En 2019, 3,4 millions de vélos à assistance électrique sont vendus dans l'Union européenne (à 28), dont 1,36 million en Allemagne.
Le graphique qui aurait dû être présenté ici ne peut pas être affiché car il utilise l'ancienne extension Graph, désactivée pour des questions de sécurité. Des indications pour créer un nouveau graphique avec la nouvelle extension Chart sont disponibles ici.

Source : El País, Confederación de la Industria Europea de la Bicicleta (CONEBI)

### Droits antidumping à l'encontre des VAE chinois
Le 8 septembre 2017, la Fédération européenne des fabricants de bicyclettes (European Bicycle Manufacturer Association, EBMA) dépose une plainte pour dumping contre la Chine auprès de la Commission européenne,,. L'enquête, débute le 20 octobre 2017 et doit se conclure sous 15 mois, soit au plus tard le 20 janvier 2019. Elle concerne tous les vélos à assistance électriques (cycles à pédalage assisté et Pédelecs rapides). Le 18 juillet 2018, la décision est prise d'imposer des droits antidumping provisoires à tous les VAE en provenance de ce pays. Le droit varie de 21,8 % à 83,6 % selon l'entreprise et s'ajoute au droit de douane ordinaire,. Le 17 janvier 2019, ce droit provisoire est remplacé par un droit antidumping et un droit compensateur définitifs qui varient au total de 24,6 % à 79,3 % selon les fabricants, et s'ajoutent au droit de douane ordinaire de 6 %.
Les bicyclettes ordinaires produites par la plupart des entreprises chinoises sont déjà soumises à un droit anti-dumping depuis 1993, qui s'élève actuellement à 48,5 % et s'ajoute au droit de douane ordinaire de 14 %. Ce droit additionnel est régulièrement reconduit à la demande de la Fédération européenne des fabricants de bicyclettes.

### En Allemagne
En Allemagne, le marché du vélo électrique a progressé de 8 % en 2013 pour s'établir à 410 000 unités, alors que les ventes de vélos baissaient de 5,5 % ; la part de marché du vélo électrique atteint ainsi 11 %,. En 2017, les ventes de VAE ont atteint 720 000 unités, en hausse de 19 % par rapport à 2016.

### En Belgique
En 2017, 45 % des vélos vendus étaient des VAE.
Depuis octobre 2011, la ville de Bruxelles propose — sous conditions — une prime à l'achat d'un vélo à assistance électrique. En 2016, cette prime liée à la radiation de l'immatriculation d'un véhicule automobile est de 505 €.
Depuis mai 2012, la ville de Namur propose — également sous conditions — une prime à l'achat d'un vélo à assistance électrique. Le montant de cette prime peut atteindre 150 €.

### En France

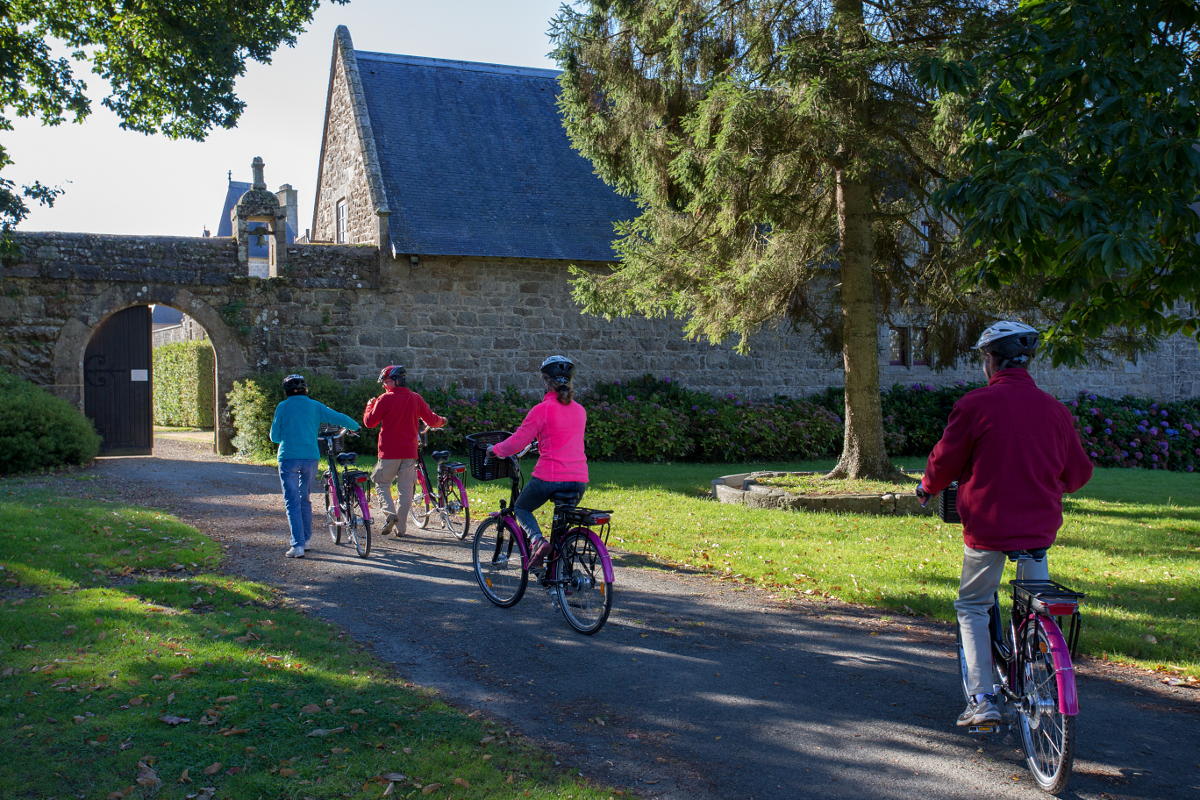
Vélek'tro, un réseau de location de VAE sur la Côte de granit rose (Bretagne).

En France, les VAE sont commercialisés depuis 1995.
| Année | Nombre de VAE vendus | Part dans les ventes totales de vélos | Augmentation par rapport à l'année précédente (%) | Sources |
| ----- | -------------------- | ------------------------------------- | ------------------------------------------------- | ------- |
| 2008  | 15 300               | 0,5 %                                 |                                                   | [ 48 ]  |
| 2009  | 23 700               | 0,76 %                                |                                                   | [ 48 ]  |
| 2011  | 40 000               |                                       |                                                   | [ 49 ]  |
| 2012  | 46 100               | 1,6 %                                 |                                                   | [ 50 ]  |
| 2013  | 56 000               |                                       |                                                   | [ 32 ]  |
| 2015  | 102 083              |                                       |                                                   | [ 51 ]  |
| 2016  | 134 000              |                                       | +33 %                                             | ,       |
| 2017  | 254 870              | 9,2 %                                 | +90 %                                             | [ 44 ]  |
| 2018  | 338 000              |                                       |                                                   | [ 53 ]  |
| 2020  | 515 000              |                                       |                                                   | [ 54 ]  |
| 2021  | 660 000              | 1/4                                   |                                                   | [ 54 ]  |
| 2022  | 738 454              | 28 %                                  |                                                   | ,       |

En 2014, le chiffre d'affaires global du marché du vélo (tous types de vélos) en France est de 1,616 milliard d'euros (918,8 millions d'euros pour les vélos et 697,3 millions pour les accessoires). Ce sont les ventes sur internet qui progressent le plus (+15,5 %), pour atteindre 15 % du marché.
En 2017, 35 640 des 254 870 VAE vendus sont des VTT. Cette année-là, le nombre de VAE vendus est nettement supérieur à celui des cyclomoteurs (107 322), et à peine inférieur (de 20 000 unités) aux ventes cumulées de scooters et de motos ; le nombre total de vélos vendus s'élève quant à lui à 2,78 millions.
La majeure partie des vélos à assistance électriques vendus en France (81 % en 2015) sont importés, principalement en provenance de Chine. En 2018, la hausse des ventes s'est poursuivie en dépit de l'imposition de droits antidumping par l'Union européenne sur l'importation des vélos à assistance électrique chinois à partir de l'été 2018.
Des associations professionnelles, telles que l'AVEM (Association pour l'avenir du véhicule électro-mobile) et l'AVERE (Association nationale pour le développement de la mobilité électrique), représentent les intérêts de la filière des véhicules électriques sur l'ensemble du territoire français.
Des subventions sont accordées par diverses collectivités locales (communes ou régions). Certains conseils régionaux ou certaines municipalités, dont la ville de Paris, octroient des subventions pour l'achat de véhicules propres, tels que vélos et cyclomoteurs électriques. Du 19 février 2017 au 31 janvier 2018, l'État accorde une subvention de 20 % pour l'achat des cycles à pédalage assisté, dans la limite de 200 € et d'un cycle par personne,,. En février 2018, la mesure est remplacée par une subvention aux conditions plus restrictives. L'aide de l'État est portée à 40 % du prix du vélo dans la limite de 400 € au maximum le 15 août 2023 pour un cycle à pédalage assisté ; le plafond de l'aide dépend du revenu du bénéficiaire.
Le titre IV de la loi Climat et Résilience introduit la possibilité de bénéficier de la prime à la conversion dans le cadre du remplacement d'un véhicule polluant par un VAE. Cette prime couvre aussi les vélos pliants et les vélos cargos. Les principales conditions sont les suivantes :
- le bénéficiaire doit avoir au moins 18 ans et résider en France ; son revenu fiscal de 2019 ne doit pas dépasser 13 489 € ;
- le véhicule remis doit fonctionner à l'essence ou au gazole, être ancien (immatriculation avant 2006 pour les modèles essence, avant 2011 pour les modèles diesel : Crit'Air 3 ou plus) et appartenir au bénéficiaire depuis au moins un an ;
- le VAE de remplacement ne doit pas être équipé d'une batterie au plomb.

### Aux Pays-Bas
Aux Pays-Bas, qui ont la plus forte densité de bicyclettes par habitant, le marché du vélo électrique a progressé de 9 % en 2013, alors que celui des vélos ordinaires reculait légèrement. L'année suivante, les ventes de vélos électriques ont atteint 223 000 unités, en hausse de 16 % par rapport à l'année précédente.
Pour la première fois, en 2022, plus de la moitié des vélos vendus aux Pays-Bas étaient électriques.

## Sécurité
Le nombre d'accidents impliquant un vélo à assistance électrique est similaire au nombre d'accidents impliquant un vélo classique.

## Coupe du monde de cross-country
En 2020, la première Coupe de monde de cross-country avec des vélos à assistance électrique est organisée.